# Commissione von der Leyen I

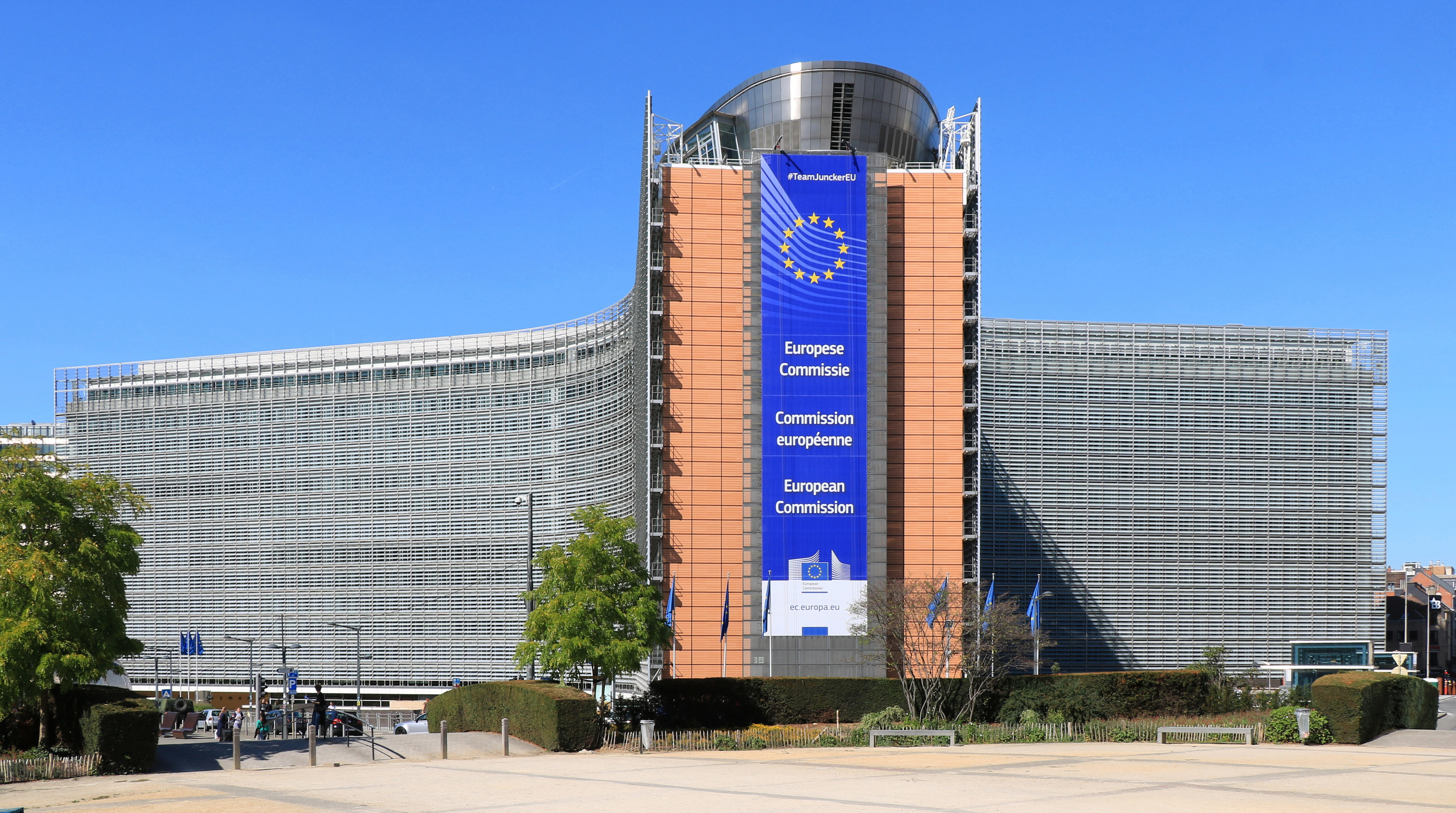
Palazzo Berlaymont, sede della Commissione europea

La Commissione von der Leyen I è stata la Commissione europea in carica dal 1º dicembre 2019 al 30 novembre 2024, succeduta alla Commissione Juncker. È stata presieduta dalla tedesca Ursula von der Leyen, esponente del Partito Popolare Europeo, eletta dal Parlamento europeo il 16 luglio 2019, dopo essere stata nominata dal Consiglio europeo il 2 luglio precedente, a seguito dei risultati delle elezioni europee del 2019. È stata la prima Commissione europea ad essere presieduta da una donna.
Diversamente dal predecessore Juncker, von der Leyen non è stata scelta tra i candidati proposti dalle famiglie politiche europee prima del voto, noti con l'espressione tedesca Spitzenkandidat. Agisce secondo le regole dettate dal Trattato di Lisbona, entrato in vigore il 1º dicembre 2009.
La Commissione von der Leyen I ha terminato il proprio mandato quinquennale il 1º dicembre 2024, al momento del subentro della seconda commissione guidata dalla presidente Ursula von der Leyen.

## Presidente
- Ursula von der Leyen ( Germania) — Partito Popolare Europeo

Membro della Unione Cristiano Democratica (CDU), ha fatto parte di tutti i governi presieduti da Angela Merkel, prima come Ministra della Famiglia, Anziani, Donne e Gioventù, poi come Ministra del lavoro e degli affari sociali; dal 17 dicembre 2013 è Ministra della difesa.
Il 2 luglio 2019, dopo diverse riunioni e a seguito di un negoziato finale assai difficile, protrattosi per tre giorni, è stata designata dal Consiglio europeo alla carica di presidente della Commissione europea. Il Parlamento europeo ha dato seguito a tale nomina il 16 luglio, eleggendola con 383 voti favorevoli, 327 contrari, 22 astensioni e una scheda nulla, dopo che ella ha presentato le sue linee guida con un discorso che ha convinto diversi europarlamentari indecisi.

## Composizione politica
La composizione politica della nuova commissione corrisponde a quanto riassunto dalla seguente tabella:
| Partito europeo | Partito europeo                                                          | Numero di commissari                        |
| --------------- | ------------------------------------------------------------------------ | ------------------------------------------- |
|                 | Partito Popolare Europeo (PPE)                                           | 10 / 27                                     |
|                 | Partito del Socialismo Europeo (PSE)                                     | 8 / 27                                      |
|                 | Partito dell'Alleanza dei Liberali e dei Democratici per l'Europa (ALDE) | 4 / 27                                      |
|                 | Partito dei Conservatori e dei Riformisti Europei (ECR)                  | 1 / 27                                      |
|                 | Indipendenti                                                             | 3 / 27 2019-2023, dal 2024 2 / 27 2023-2024 |
|                 | Partito Verde Europeo (PVE) (dal 2023)                                   | 1 / 27                                      |

## Componenti della Commissione
Ursula von der Leyen ha presentato i membri della Commissione e le deleghe assegnate in una conferenza stampa il 10 settembre 2019. La Commissione comprende 13 donne e 14 uomini.
| Commissario                   | Commissario                        | Immagine                                                                                                   | Incarico e competenze | Stato           | Partito politico europeo                    | Partito politico nazionale                                                                             |
| ----------------------------- | ---------------------------------- | --- | --- | --------------- | ------------------------------------------- | --- |
|                               | Ursula von der Leyen               | | Presidente della Commissione europea | Germania        | PPE                                         | Unione Cristiano-Democratica di Germania                                                               |
|                               | Frans Timmermans (2019-2023)       | | Primo Vicepresidente e Vicepresidente esecutivo della Commissione europea per il Green Deal europeo Commissario europeo per l'azione per il clima | Paesi Bassi     | PSE                                         | Partito del Lavoro                                                                                     |
|                               | Wopke Hoekstra (dal 2023)          | | Commissario europeo per l'azione per il clima Commissario europeo per i trasporti ad interim (2024) | Paesi Bassi     | PPE                                         | Appello Cristiano Democratico                                                                          |
|                               | Margrethe Vestager                 | | Vicepresidente esecutiva della Commissione europea per un'Europa pronta per l'era digitale Commissaria europea per l'agenda digitale Commissaria europea per la concorrenza Commissaria europea per l'innovazione e la ricerca ad interim (2023) | Danimarca       | ALDE                                        | Sinistra Radicale                                                                                      |
|                               | Valdis Dombrovskis                 | | Vicepresidente esecutivo della Commissione europea per un'economia al servizio delle persone Commissario europeo per i servizi finanziari (2019-2020) Commissario europeo per il commercio (dal 2020) | Lettonia        | PPE                                         | Unità                                                                                                  |
|                               | Maroš Šefčovič                     | | Vicepresidente della Commissione Europea Commissario europeo per le relazioni interistituzionali e le prospettive strategiche Primo Vicepresidente e Vicepresidente esecutivo della Commissione europea per il Green Deal europeo (dal 2023) Commissario europeo per il clima ad interim (2023) Commissario europeo per l'ambiente, gli oceani e la pesca ad interim (2024) | Slovacchia      | PSE                                         | Direzione - Socialdemocrazia                                                                           |
|                               | Josep Borrell i Fontelles          | | Vicepresidente della Commissione europea per un'Europa più forte nel mondo Alto rappresentante dell'Unione per gli affari esteri e la politica di sicurezza | Spagna          | PSE                                         | Partito Socialista Operaio Spagnolo                                                                    |
|                               | Věra Jourová                       | | Vicepresidente della Commissione europea per i valori e la trasparenza | Repubblica Ceca | ALDE (Fino al 2024) Indipendente (Dal 2024) | Indipendente (ANO 2011 fino al 2024)                                                                   |
|                               | Věra Jourová                       | | Vicepresidente della Commissione europea per i valori e la trasparenza | Repubblica Ceca | ALDE (Fino al 2024) Indipendente (Dal 2024) | Indipendente (ANO 2011 fino al 2024)                                                                   |
|                               | Margaritis Schinas                 | | Vicepresidente della Commissione europea per la promozione dello stile di vita europeo Commissario europeo per l'educazione, la cultura e la gioventù ad interim (2023) | Grecia          | PPE                                         | Nuova Democrazia                                                                                       |
|                               | Dubravka Šuica                     | | Vicepresidente della Commissione europea per la democrazia e la demografia | Croazia         | PPE                                         | Unione Democratica Croata                                                                              |
|                               | Johannes Hahn                      | | Commissario europeo per il bilancio e l'amministrazione | Austria         | PPE                                         | Partito Popolare Austriaco                                                                             |
|                               | Didier Reynders                    | | Commissario europeo per la giustizia | Belgio          | ALDE                                        | Movimento Riformatore                                                                                  |
|                               | Marija Gabriel (2019-2023)         | | Commissaria europea per l'innovazione, la ricerca, la cultura, l'istruzione e la gioventù | Bulgaria        | PPE                                         | Cittadini per lo Sviluppo Europeo della Bulgaria                                                       |
|                               | Iliana Ivanova (dal 2023)          | | Commissaria europea per l'innovazione, la ricerca, la cultura, l'istruzione e la gioventù | Bulgaria        | PPE                                         | Cittadini per lo Sviluppo Europeo della Bulgaria                                                       |
|                               | Stella Kyriakidou                  | | Commissaria europea per la salute e la sicurezza alimentare | Cipro           | PPE                                         | Raggruppamento Democratico                                                                             |
|                               | Kadri Simson                       | | Commissaria europea per l'energia | Estonia         | ALDE                                        | Partito di Centro Estone                                                                               |
|                               | Jutta Urpilainen                   | | Commissaria europea per i partenariati internazionali | Finlandia       | PSE                                         | Partito Socialdemocratico Finlandese                                                                   |
|                               | Thierry Breton (2019-2024)         | | Commissario europeo per il mercato interno | Francia         | Indipendente                                | Indipendente                                                                                           |
|                               | Phil Hogan (2019-2020)             | | Commissario europeo per il commercio | Irlanda         | PPE                                         | Fine Gael                                                                                              |
| Mairead McGuinness (dal 2020) |                                    | Commissaria europea per la stabilità finanziaria, i servizi finanziari e l'unione dei mercati dei capitali | | Irlanda         | PPE                                         | Fine Gael                                                                                              |
|                               | Paolo Gentiloni                    | | Commissario europeo per l'economia | Italia          | PSE                                         | Partito Democratico                                                                                    |
|                               | Virginijus Sinkevičius (2019-2024) | | Commissario europeo per l'ambiente, gli oceani e la pesca | Lituania        | PVE (dal 2023) (in precedenza: nessuno)     | Unione dei Democratici "Per la Lituania" (in precedenza: Unione dei Contadini e dei Verdi di Lituania) |
|                               | Nicolas Schmit                     | | Commissario europeo per il lavoro e i diritti sociali | Lussemburgo     | PSE                                         | Partito Operaio Socialista Lussemburghese                                                              |
|                               | Helena Dalli                       | | Commissaria europea per l'uguaglianza | Malta           | PSE                                         | Partito Laburista                                                                                      |
|                               | Janusz Wojciechowski               | | Commissario europeo per l'agricoltura | Polonia         | ECR                                         | Diritto e Giustizia                                                                                    |
|                               | Elisa Ferreira                     | | Commissaria europea per la coesione e le riforme | Portogallo      | PSE                                         | Partito Socialista                                                                                     |
|                               | Adina-Ioana Vălean (2019-2024)     | | Commissaria europea per i trasporti | Romania         | PPE                                         | Partito Nazionale Liberale                                                                             |
|                               | Janez Lenarčič                     | | Commissario europeo per la gestione delle crisi | Slovenia        | Indipendente                                | Indipendente                                                                                           |
|                               | Ylva Johansson                     | | Commissaria europea per gli affari interni | Svezia          | PSE                                         | Partito Socialdemocratico dei Lavoratori di Svezia                                                     |
|                               | Olivér Várhelyi                    | | Commissario europeo per la politica di vicinato e l'allargamento | Ungheria        | Indipendente                                | Indipendente                                                                                           |

## Formazione della Commissione
Nella stessa riunione, tenutasi dal 30 giugno al 2 luglio, in cui è stata candidata von der Leyen, il Consiglio europeo ha proposto anche le altre nomine ai vertici delle istituzioni europee, trovando faticosamente un accordo sul pacchetto di nomine complessivo, proponendo Josep Borrell i Fontelles come Alto rappresentante dell'Unione per gli affari esteri e la politica di sicurezza (che sarà anche vice-presidente della Commissione) ed eleggendo Charles Michel a Presidente del Consiglio europeo.
La presidente von der Leyen avrebbe dovuto ricevere i nomi degli altri commissari designati dai governi nazionali entro il 26 agosto, così da poter assegnare a ciascuno un incarico e presentare la nuova Commissione al Parlamento europeo per le audizioni e l'approvazione tra settembre e ottobre 2019.
Al momento dell'elezione di von der Leyen alcuni governi avevano già annunciato i loro candidati: Frans Timmermans per i Paesi Bassi e Margrethe Vestager per la Danimarca dovrebbero avere ruoli preminenti come vicepresidenti della commissione; gli altri commissari già candidati sono: Johannes Hahn per l'Austria, Marija Gabriel per la Bulgaria, Kadri Simson per l'Estonia, Jutta Urpilainen per la Finlandia, Phil Hogan per l'Irlanda, Valdis Dombrovskis per la Lettonia, Nicolas Schmit per il Lussemburgo, Maroš Šefčovič per la Slovacchia e László Trócsányi per l'Ungheria.
Nei giorni successivi hanno presentato i propri candidati commissari anche i governi della Slovenia (Janez Lenarčič), della Repubblica Ceca (Věra Jourová), della Grecia (Margaritis Schinas), di Malta (Helena Dalli), della Polonia (Krzysztof Szczerski), di Cipro (Stella Kyriakidou), della Lituania (Virginijus Sinkevičius), della Svezia (Ylva Johansson), della Croazia (Dubravka Šuica) e del Belgio (Didier Reynders).
I governi di due paesi hanno presentato alla presidente eletta una coppia di nomi tra cui scegliere il commissario; si tratta del Portogallo, che ha proposto Pedro Marques o Elisa Ferreira, e della Romania, con Dan Nica o Rovana Plumb. Il 27 agosto il governo portoghese ha annunciato di aver scelto di proporre Elisa Ferreira.
Krzysztof Szczerski ha deciso invece di ritirare la propria candidatura il 26 agosto, a seguito di un incontro con Ursula von der Leyen, nel quale sarebbe emersa l'intenzione della presidente eletta di assegnare al commissario polacco il portafoglio dell'agricoltura, per il quale Szczerski non si sarebbe sentito adatto; nello stesso giorno il governo polacco ha proposto come nuovo candidato Janusz Wojciechowski.
Il 28 agosto anche il presidente francese Emmanuel Macron ha annunciato la commissaria candidata della Francia, Sylvie Goulard.
L'ultimo paese ad aver indicato il proprio commissario candidato è stato l'Italia, che ha inviato a Ursula von der Leyen il nome di Paolo Gentiloni il 4 settembre 2019, alla fine del negoziato di formazione del nuovo governo.
Il nuovo primo ministro britannico Boris Johnson ha annunciato la sua intenzione di non indicare un commissario europeo per il suo paese, dal momento che avrebbe operato in modo che il Regno Unito si ritirasse dall'Unione europea in ogni caso entro il 31 ottobre 2019, giorno precedente all'insediamento della nuova Commissione europea; tale decisione è stata confermata ufficialmente il successivo 23 agosto.
La presidente eletta von der Leyen ha cominciato il 26 agosto 2019 le sue audizioni ufficiali con i candidati proposti dai governi per conoscerli e in vista dell'assegnazione a ciascuno di un incarico nella nuova commissione. La presentazione della nuova commissione da parte della presidente von der Leyen è avvenuta il 10 settembre; in tale occasione sono stati presentati anche i principi del metodo di lavoro della nuova commissione e l'assegnazione di incarichi e servizi ai candidati commissari.

## Approvazione della Commissione
Dopo le audizioni dei commissari designati e l'approvazione da parte del Parlamento europeo e del Consiglio dell'Unione europea, la nuova Commissione dovrebbe quindi entrare in carica il 1º dicembre 2019, dopo un breve prolungamento del mandato della precedente.
Il 26 settembre la commissione giuridica del Parlamento europeo ha respinto i commissari candidati Rovana Plumb e László Trócsányi durante l'esame preliminare delle dichiarazioni sui conflitti d'interesse; questo atto è stato confermato il successivo 30 settembre e ha portato a congelare la procedura delle loro audizioni. La presidente von der Leyen, dopo essere stata informata dal presidente del Parlamento europeo David Sassoli delle motivazioni della decisione della commissione parlamentare, ha deciso di chiedere ai governi di Romania e Ungheria di candidare altre persone come commissari. Il giorno successivo il primo ministro ungherese Viktor Orbán ha proposto l'ambasciatore Olivér Várhelyi come nuovo commissario. Lo stesso giorno, in serata, anche il primo ministro romeno Viorica Dăncilă ha avanzato la proposta del suo governo per il nuovo commissario: ha indicato l'europarlamentare Dan Nica come candidato e Melania-Gabriela Ciot come candidata alternativa, se fosse necessario indicare una donna.
Il 10 ottobre 2019, dopo essere stata sottoposta a una seconda audizione, le commissioni parlamentari competenti hanno respinto anche la nomina di Sylvie Goulard. Il successivo 24 ottobre il presidente Emmanuel Macron ha proposto, d'intesa con Ursula von der Leyen, come nuovo candidato commissario francese Thierry Breton, cui è stato assicurato lo stesso portafoglio attribuito a Goulard.
Dopo un lungo periodo di attesa, dovuto alla crisi di governo a seguito della sfiducia di Viorica Dăncilă, il 6 novembre 2019 Ursula von der Leyen ha annunciato anche il nome della nuova candidata commissaria romena Adina-Ioana Vălean. Lo scrutinio sui conflitti d'interesse da parte della commissione giuridica del Parlamento europeo è avvenuto il 12 novembre e le audizioni dei tre candidati commissari di Francia, Romania e Ungheria si sono tenute due giorni dopo.

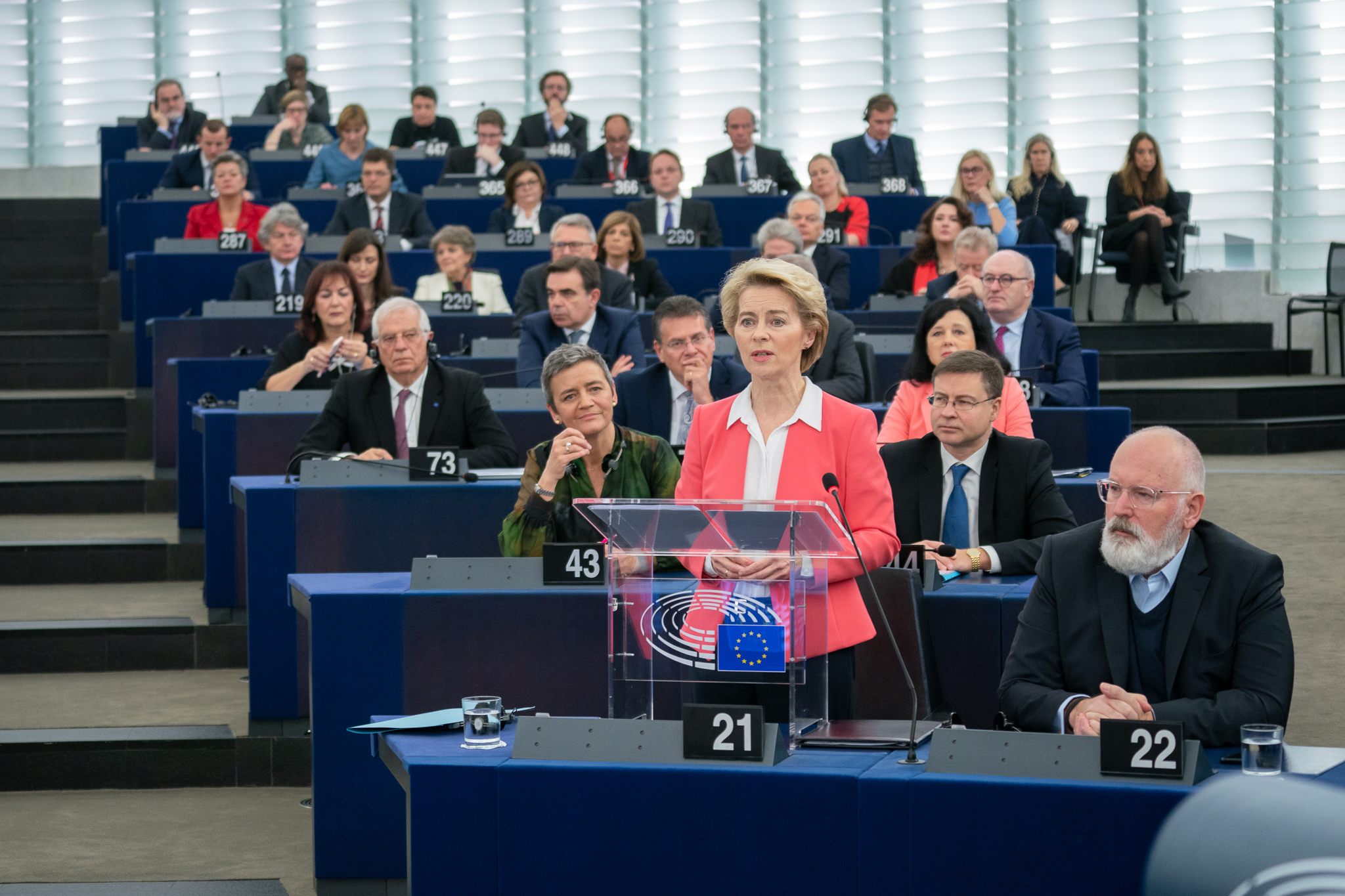
La commissione von der Leyen al momento del voto di fiducia al Parlamento europeo

Il 13 novembre è stato annunciato un cambio nelle denominazioni di alcuni portafogli assegnati ai commissari e giudicati controversi agli occhi di alcuni gruppi politici del Parlamento europeo.
Il 14 novembre, a seguito del rinvio dell'uscita del Regno Unito dall'Unione europea e a causa del rifiuto del governo britannico di nominare un nuovo commissario prima delle elezioni del 12 dicembre, nonostante l'impegno preso nell'ottenere il rinvio, la Commissione ha avviato una procedura d'infrazione nei confronti del Regno Unito per il mancato rispetto degli obblighi previsti dai trattati. Il 25 novembre il Consiglio dell'Unione europea ha comunque deciso di procedere alla nomina del nuovo collegio, anche senza il commissario britannico.
La commissione von der Leyen ha ricevuto l'approvazione del Parlamento europeo il 27 novembre, durante la sessione plenaria tenutasi a Strasburgo, con 461 voti favorevoli, 157 contrari e 89 astenuti. Dopo l'approvazione finale del Consiglio, avvenuta il 28 novembre, è entrata in carica il 1º dicembre 2019.

### Audizioni dei commissari candidati
Il 19 settembre la Conferenza dei presidenti dei gruppi del Parlamento europeo ha approvato il calendario delle audizioni dei candidati commissari che si svolgeranno dal 30 settembre all'8 ottobre, con le audizioni aggiuntive il 14 novembre, secondo l'agenda riportata nella tabella seguente:
|                                                | PSE  | Maroš Šefčovič         | Slovacchia  | (Vicepresidente) Relazioni interistituzionali e previsioni strategiche                 | 30 settembre 2019 14:30                           | AFCO | Approvazione senza voto                                              | Approvazione senza voto                                              | Approvazione senza voto                                              |
| JURI                                           | PSE  | Maroš Šefčovič         | Slovacchia  | (Vicepresidente) Relazioni interistituzionali e previsioni strategiche                 | 30 settembre 2019 14:30                           |      | Approvazione senza voto                                              | Approvazione senza voto                                              | Approvazione senza voto                                              |
| PETI                                           | PSE  | Maroš Šefčovič         | Slovacchia  | (Vicepresidente) Relazioni interistituzionali e previsioni strategiche                 | 30 settembre 2019 14:30                           |      | Approvazione senza voto                                              | Approvazione senza voto                                              | Approvazione senza voto                                              |
| ITRE                                           | PSE  | Maroš Šefčovič         | Slovacchia  | (Vicepresidente) Relazioni interistituzionali e previsioni strategiche                 | 30 settembre 2019 14:30                           |      | Approvazione senza voto                                              | Approvazione senza voto                                              | Approvazione senza voto                                              |
|                                                | PPE  | Mariya Gabriel         | Bulgaria    | Innovazione e Giovani                                                                  | 30 settembre 2019 18:30                           | CULT | Approvazione senza voto                                              | Approvazione senza voto                                              | Approvazione senza voto                                              |
| ITRE                                           | PPE  | Mariya Gabriel         | Bulgaria    | Innovazione e Giovani                                                                  | 30 settembre 2019 18:30                           |      | Approvazione senza voto                                              | Approvazione senza voto                                              | Approvazione senza voto                                              |
|                                                | PPE  | Phil Hogan             | Irlanda     | Commercio                                                                              | 30 settembre 2019 18:30                           | INTA | Approvazione senza voto                                              | Approvazione senza voto                                              | Approvazione senza voto                                              |
|                                                | PSE  | Nicolas Schmit         | Lussemburgo | Lavoro                                                                                 | 1 ottobre 2019 9:00                               | EMPL | Approvazione senza voto                                              | Approvazione senza voto                                              | Approvazione senza voto                                              |
| ECON                                           | PSE  | Nicolas Schmit         | Lussemburgo | Lavoro                                                                                 | 1 ottobre 2019 9:00                               |      | Approvazione senza voto                                              | Approvazione senza voto                                              | Approvazione senza voto                                              |
|                                                | PSE  | Jutta Urpilainen       | Finlandia   | Partnership internazionali                                                             | 1 ottobre 2019 9:00                               | DEVE | Approvazione senza voto                                              | Approvazione senza voto                                              | Approvazione senza voto                                              |
|                                                | PSE  | Ylva Johansson         | Svezia      | Affari interni                                                                         | 1 ottobre 2019 14:30                              | LIBE | Approvazione dopo la ricezione delle risposte alle ulteriori domande | Approvazione dopo la ricezione delle risposte alle ulteriori domande | Approvazione dopo la ricezione delle risposte alle ulteriori domande |
|                                                | ECR  | Janusz Wojciechowski   | Polonia     | Agricoltura                                                                            | 1°: 1 ottobre 2019 14:30 2°: 8 ottobre 2019 9:00  | AGRI | Approvazione dopo la seconda audizione                               | Approvazione dopo la seconda audizione                               | Approvazione dopo la seconda audizione                               |
| ENVI                                           | ECR  | Janusz Wojciechowski   | Polonia     | Agricoltura                                                                            | 1°: 1 ottobre 2019 14:30 2°: 8 ottobre 2019 9:00  |      | Approvazione dopo la seconda audizione                               | Approvazione dopo la seconda audizione                               | Approvazione dopo la seconda audizione                               |
|                                                | PPE  | Stella Kyriakidou      | Cipro       | Salute                                                                                 | 1 ottobre 2019 18:30                              | ENVI | Approvazione senza voto                                              | Approvazione senza voto                                              | Approvazione senza voto                                              |
| AGRI                                           | PPE  | Stella Kyriakidou      | Cipro       | Salute                                                                                 | 1 ottobre 2019 18:30                              |      | Approvazione senza voto                                              | Approvazione senza voto                                              | Approvazione senza voto                                              |
|                                                | ALDE | Didier Reynders        | Belgio      | Giustizia                                                                              | 2 ottobre 2019 9:00                               | LIBE | Approvazione senza voto                                              | Approvazione senza voto                                              | Approvazione senza voto                                              |
| JURI                                           | ALDE | Didier Reynders        | Belgio      | Giustizia                                                                              | 2 ottobre 2019 9:00                               |      | Approvazione senza voto                                              | Approvazione senza voto                                              | Approvazione senza voto                                              |
| IMCO                                           | ALDE | Didier Reynders        | Belgio      | Giustizia                                                                              | 2 ottobre 2019 9:00                               |      | Approvazione senza voto                                              | Approvazione senza voto                                              | Approvazione senza voto                                              |
|                                                | PSE  | Helena Dalli           | Malta       | Uguaglianza                                                                            | 2 ottobre 2019 14:30                              | FEMM | Approvazione senza voto                                              | Approvazione senza voto                                              | Approvazione senza voto                                              |
| EMPL                                           | PSE  | Helena Dalli           | Malta       | Uguaglianza                                                                            | 2 ottobre 2019 14:30                              |      | Approvazione senza voto                                              | Approvazione senza voto                                              | Approvazione senza voto                                              |
| LIBE                                           | PSE  | Helena Dalli           | Malta       | Uguaglianza                                                                            | 2 ottobre 2019 14:30                              |      | Approvazione senza voto                                              | Approvazione senza voto                                              | Approvazione senza voto                                              |
|                                                | ALDE | Sylvie Goulard         | Francia     | Mercato interno                                                                        | 1°: 2 ottobre 2019 14:30 2°: 10 ottobre 2019 9:00 | IMCO | 29                                                                   | 82                                                                   | 1                                                                    |
| ITRE                                           | ALDE | Sylvie Goulard         | Francia     | Mercato interno                                                                        | 1°: 2 ottobre 2019 14:30 2°: 10 ottobre 2019 9:00 |      | 29                                                                   | 82                                                                   | 1                                                                    |
| JURI                                           | ALDE | Sylvie Goulard         | Francia     | Mercato interno                                                                        | 1°: 2 ottobre 2019 14:30 2°: 10 ottobre 2019 9:00 |      | 29                                                                   | 82                                                                   | 1                                                                    |
| CULT                                           | ALDE | Sylvie Goulard         | Francia     | Mercato interno                                                                        | 1°: 2 ottobre 2019 14:30 2°: 10 ottobre 2019 9:00 |      | 29                                                                   | 82                                                                   | 1                                                                    |
|                                                | PSE  | Elisa Ferreira         | Portogallo  | Coesione e riforme                                                                     | 2 ottobre 2019 18.30                              | REGI | Approvazione all'unanimità                                           | Approvazione all'unanimità                                           | Approvazione all'unanimità                                           |
| BUDG                                           | PSE  | Elisa Ferreira         | Portogallo  | Coesione e riforme                                                                     | 2 ottobre 2019 18.30                              |      | Approvazione all'unanimità                                           | Approvazione all'unanimità                                           | Approvazione all'unanimità                                           |
| ECON                                           | PSE  | Elisa Ferreira         | Portogallo  | Coesione e riforme                                                                     | 2 ottobre 2019 18.30                              |      | Approvazione all'unanimità                                           | Approvazione all'unanimità                                           | Approvazione all'unanimità                                           |
|                                                | Ind. | Janez Lenarčič         | Slovenia    | Gestione delle crisi                                                                   | 2 ottobre 2019 18:30                              | DEVE | Approvazione senza voto                                              | Approvazione senza voto                                              | Approvazione senza voto                                              |
| ENVI                                           | Ind. | Janez Lenarčič         | Slovenia    | Gestione delle crisi                                                                   | 2 ottobre 2019 18:30                              |      | Approvazione senza voto                                              | Approvazione senza voto                                              | Approvazione senza voto                                              |
|                                                | PSE  | Paolo Gentiloni        | Italia      | Economia                                                                               | 3 ottobre 2019 9:00                               | ECON | Approvazione senza voto                                              | Approvazione senza voto                                              | Approvazione senza voto                                              |
| BUDG                                           | PSE  | Paolo Gentiloni        | Italia      | Economia                                                                               | 3 ottobre 2019 9:00                               |      | Approvazione senza voto                                              | Approvazione senza voto                                              | Approvazione senza voto                                              |
| EMPL                                           | PSE  | Paolo Gentiloni        | Italia      | Economia                                                                               | 3 ottobre 2019 9:00                               |      | Approvazione senza voto                                              | Approvazione senza voto                                              | Approvazione senza voto                                              |
|                                                | ALDE | Kadri Simson           | Estonia     | Energia                                                                                | 3 ottobre 2019 9:00                               | ITRE | Approvazione senza voto                                              | Approvazione senza voto                                              | Approvazione senza voto                                              |
| ENVI                                           | ALDE | Kadri Simson           | Estonia     | Energia                                                                                | 3 ottobre 2019 9:00                               |      | Approvazione senza voto                                              | Approvazione senza voto                                              | Approvazione senza voto                                              |
|                                                | PPE  | Johannes Hahn          | Austria     | Bilancio e Amministrazione                                                             | 3 ottobre 2019 14:30                              | BUDG | Approvazione senza voto                                              | Approvazione senza voto                                              | Approvazione senza voto                                              |
| CONT                                           | PPE  | Johannes Hahn          | Austria     | Bilancio e Amministrazione                                                             | 3 ottobre 2019 14:30                              |      | Approvazione senza voto                                              | Approvazione senza voto                                              | Approvazione senza voto                                              |
| JURI                                           | PPE  | Johannes Hahn          | Austria     | Bilancio e Amministrazione                                                             | 3 ottobre 2019 14:30                              |      | Approvazione senza voto                                              | Approvazione senza voto                                              | Approvazione senza voto                                              |
|                                                | Ind. | Virginijus Sinkevičius | Lituania    | Ambiente e oceani                                                                      | 3 ottobre 2019 14:30                              | ENVI | Approvazione senza voto                                              | Approvazione senza voto                                              | Approvazione senza voto                                              |
| PECH                                           | Ind. | Virginijus Sinkevičius | Lituania    | Ambiente e oceani                                                                      | 3 ottobre 2019 14:30                              |      | Approvazione senza voto                                              | Approvazione senza voto                                              | Approvazione senza voto                                              |
|                                                | PPE  | Margaritis Schinas     | Grecia      | (Vicepresidente) Protezione dello stile di vita europeo                                | 3 ottobre 2019 18:30                              | LIBE | Approvazione senza voto                                              | Approvazione senza voto                                              | Approvazione senza voto                                              |
| CULT                                           | PPE  | Margaritis Schinas     | Grecia      | (Vicepresidente) Protezione dello stile di vita europeo                                | 3 ottobre 2019 18:30                              |      | Approvazione senza voto                                              | Approvazione senza voto                                              | Approvazione senza voto                                              |
| EMPL                                           | PPE  | Margaritis Schinas     | Grecia      | (Vicepresidente) Protezione dello stile di vita europeo                                | 3 ottobre 2019 18:30                              |      | Approvazione senza voto                                              | Approvazione senza voto                                              | Approvazione senza voto                                              |
|                                                | PPE  | Dubravka Šuica         | Croazia     | (Vicepresidente) Democrazia e Demografia                                               | 3 ottobre 2019 18:30                              | AFCO | Approvazione senza voto                                              | Approvazione senza voto                                              | Approvazione senza voto                                              |
| EMPL                                           | PPE  | Dubravka Šuica         | Croazia     | (Vicepresidente) Democrazia e Demografia                                               | 3 ottobre 2019 18:30                              |      | Approvazione senza voto                                              | Approvazione senza voto                                              | Approvazione senza voto                                              |
|                                                | PSE  | Josep Borrell          | Spagna      | Alto rappresentante per la politica estera (Vicepresidente) Europa più forte nel mondo | 7 ottobre 2019 14:30                              | AFET | Approvazione senza voto                                              | Approvazione senza voto                                              | Approvazione senza voto                                              |
|                                                | ALDE | Věra Jourová           | Rep. Ceca   | (Vicepresidente) Valori e Trasparenza                                                  | 7 ottobre 2019 14:30                              | LIBE | Approvazione senza voto                                              | Approvazione senza voto                                              | Approvazione senza voto                                              |
| AFCO                                           | ALDE | Věra Jourová           | Rep. Ceca   | (Vicepresidente) Valori e Trasparenza                                                  | 7 ottobre 2019 14:30                              |      | Approvazione senza voto                                              | Approvazione senza voto                                              | Approvazione senza voto                                              |
| JURI                                           | ALDE | Věra Jourová           | Rep. Ceca   | (Vicepresidente) Valori e Trasparenza                                                  | 7 ottobre 2019 14:30                              |      | Approvazione senza voto                                              | Approvazione senza voto                                              | Approvazione senza voto                                              |
|                                                | PPE  | Valdis Dombrovskis     | Lettonia    | (Vicepresidente esecutivo) Un'economia che opera per le persone Servizi finanziari     | 8 ottobre 2019 9:00                               | ECON | Approvazione senza voto                                              | Approvazione senza voto                                              | Approvazione senza voto                                              |
| EMPL                                           | PPE  | Valdis Dombrovskis     | Lettonia    | (Vicepresidente esecutivo) Un'economia che opera per le persone Servizi finanziari     | 8 ottobre 2019 9:00                               |      | Approvazione senza voto                                              | Approvazione senza voto                                              | Approvazione senza voto                                              |
| BUDG                                           | PPE  | Valdis Dombrovskis     | Lettonia    | (Vicepresidente esecutivo) Un'economia che opera per le persone Servizi finanziari     | 8 ottobre 2019 9:00                               |      | Approvazione senza voto                                              | Approvazione senza voto                                              | Approvazione senza voto                                              |
|                                                | ALDE | Margrethe Vestager     | Danimarca   | (Vicepresidente esecutivo) Europa pronta per l'era digitale Concorrenza                | 8 ottobre 2019 14:30                              | ECON | Approvazione senza voto                                              | Approvazione senza voto                                              | Approvazione senza voto                                              |
| ITRE                                           | ALDE | Margrethe Vestager     | Danimarca   | (Vicepresidente esecutivo) Europa pronta per l'era digitale Concorrenza                | 8 ottobre 2019 14:30                              |      | Approvazione senza voto                                              | Approvazione senza voto                                              | Approvazione senza voto                                              |
| IMCO                                           | ALDE | Margrethe Vestager     | Danimarca   | (Vicepresidente esecutivo) Europa pronta per l'era digitale Concorrenza                | 8 ottobre 2019 14:30                              |      | Approvazione senza voto                                              | Approvazione senza voto                                              | Approvazione senza voto                                              |
| JURI                                           | ALDE | Margrethe Vestager     | Danimarca   | (Vicepresidente esecutivo) Europa pronta per l'era digitale Concorrenza                | 8 ottobre 2019 14:30                              |      | Approvazione senza voto                                              | Approvazione senza voto                                              | Approvazione senza voto                                              |
|                                                | PSE  | Frans Timmermans       | Paesi Bassi | (Vicepresidente esecutivo) Green Deal europeo Azione per il clima                      | 8 ottobre 2019 18:30                              | ENVI | Approvazione senza voto                                              | Approvazione senza voto                                              | Approvazione senza voto                                              |
| ITRE                                           | PSE  | Frans Timmermans       | Paesi Bassi | (Vicepresidente esecutivo) Green Deal europeo Azione per il clima                      | 8 ottobre 2019 18:30                              |      | Approvazione senza voto                                              | Approvazione senza voto                                              | Approvazione senza voto                                              |
| TRAN                                           | PSE  | Frans Timmermans       | Paesi Bassi | (Vicepresidente esecutivo) Green Deal europeo Azione per il clima                      | 8 ottobre 2019 18:30                              |      | Approvazione senza voto                                              | Approvazione senza voto                                              | Approvazione senza voto                                              |
|                                                | Ind. | Olivér Várhelyi        | Ungheria    | Politica di vicinato e allargamento                                                    | 14 novembre 2019 8:00                             | AFET | Approvazione dopo la ricezione delle risposte alle ulteriori domande | Approvazione dopo la ricezione delle risposte alle ulteriori domande | Approvazione dopo la ricezione delle risposte alle ulteriori domande |
|                                                | Ind. | Thierry Breton         | Francia     | Mercato interno                                                                        | 14 novembre 2019 13:00                            | IMCO | Approvazione senza voto                                              | Approvazione senza voto                                              | Approvazione senza voto                                              |
| ITRE                                           | Ind. | Thierry Breton         | Francia     | Mercato interno                                                                        | 14 novembre 2019 13:00                            |      | Approvazione senza voto                                              | Approvazione senza voto                                              | Approvazione senza voto                                              |
| JURI                                           | Ind. | Thierry Breton         | Francia     | Mercato interno                                                                        | 14 novembre 2019 13:00                            |      | Approvazione senza voto                                              | Approvazione senza voto                                              | Approvazione senza voto                                              |
| CULT                                           | Ind. | Thierry Breton         | Francia     | Mercato interno                                                                        | 14 novembre 2019 13:00                            |      | Approvazione senza voto                                              | Approvazione senza voto                                              | Approvazione senza voto                                              |
|                                                | PPE  | Adina-Ioana Vălean     | Romania     | Trasporti                                                                              | 14 novembre 2019 13:00                            | TRAN | Approvazione senza voto                                              | Approvazione senza voto                                              | Approvazione senza voto                                              |
| ENVI                                           | PPE  | Adina-Ioana Vălean     | Romania     | Trasporti                                                                              | 14 novembre 2019 13:00                            |      | Approvazione senza voto                                              | Approvazione senza voto                                              | Approvazione senza voto                                              |
| Commissione responsabile Commissione associata |      |                        |             |                                                                                        |                                                   |      |                                                                      |                                                                      |                                                                      |

Nel corso dell'analisi preliminare delle dichiarazioni sul conflitto d'interesse, sono stati respinti dalla Commissione giuridica del Parlamento europeo i seguenti candidati:
| Candidato | Candidato | Candidato        | Candidato | Portafoglio                         | Voto delle commissioni | Voto delle commissioni | Voto delle commissioni | Voto delle commissioni | Voto delle commissioni |
| Candidato | Candidato | Candidato        | Candidato | Portafoglio                         | Data                   | Commissione/i          | Favorevoli             | Contrari               | Astenuti               |
| --------- | --------- | ---------------- | --------- | ----------------------------------- | ---------------------- | ---------------------- | ---------------------- | ---------------------- | ---------------------- |
|           | PSE       | Rovana Plumb     | Romania   | Trasporti                           | 30 settembre 2019      | JURI                   | 7                      | 13                     |                        |
|           | PPE       | László Trócsányi | Ungheria  | Politica di vicinato e allargamento | 30 settembre 2019      | JURI                   | 9                      | 12                     |                        |

### Cambiamenti successivi
Il 26 agosto 2020, a seguito della sua partecipazione ad un'affollata cena con altri membri del suo partito (inclusi alcuni senatori), senza rispettare le norme di sicurezza introdotte per limitare la pandemia di COVID-19 in Europa, il commissario Phil Hogan si è dimesso. Questo ha portato a un primo limitato rimpasto nella commissione. Ursula von der Leyen ha indicato il vice-presidente Dombrovskis come sostituto ad interim nella gestione del portafoglio del commercio. L'8 settembre 2020 Mairead McGuinness è stata scelta da von der Leyen, tra le due proposte avanzate dal governo irlandese, per sostituire il dimesso commissario Hogan. Contemporaneamente la presidente ha annunciato uno scambio di incarichi tra Dombrovskis, che conserverà il portafoglio per il commercio, e la nuova commissaria irlandese McGuinness, cui sarà affidato l'incarico per i servizi finanziari. Il 7 ottobre 2020, dopo le audizioni avvenute il 2 ottobre, il Parlamento europeo ha approvato la nomina e l'attribuzione dell'incarico a McGuinness con 583 voti favorevoli, 75 contrari e 37 astensioni e il nuovo incarico del vicepresidente Dombrovskis con 515 favorevoli, 110 contrari e 70 astenuti. Lo scambio di portafogli è divenuto effettivo una volta ottenuta l'approvazione del Consiglio il 12 ottobre successivo.
Il 15 maggio 2023 la commissaria Marija Gabriel ha rassegnato le dimissioni dopo aver ricevuto l'incarico dal Presidente della Bulgaria Rumen Radev di formare il nuovo governo a seguito delle elezioni parlamentari. La presidente von der Leyen ha distribuito ad interim i portafogli attribuiti alla commissaria Gabriel ai vicepresidenti Margrethe Vestager e Margaritīs Schoinas, affidando alla prima la gestione di innovazione e ricerca e al secondo l'incarico per l'educazione, la cultura e la gioventù. Il 28 giugno 2023 la presidente von der Leyen ha annunciato di aver scelto di affidare il medesimo portafoglio della commissaria Gabriel a Iliana Ivanova, una dei due candidati proposti dal governo bulgaro. L'audizione presso le competenti commissioni del Parlamento europeo è avvenuta il 5 settembre 2023 e la candidata è stata unanimemente ritenuta idonea per l'incarico assegnatole; di conseguenza il Parlamento europeo ha confermato la sua nomina il 12 settembre 2023 con il voto favorevole di 522 eurodeputati, 27 contrari e 51 astensioni. La commissaria ha assunto l'incarico una volta ottenuta l'approvazione del Consiglio il 19 settembre 2023.
Il 22 agosto 2023 il vice-presidente esecutivo Frans Timmermans ha rassegnato le dimissioni dopo essere stato scelto come candidato primo ministro del suo partito in vista delle elezioni parlamentari nei Paesi Bassi. La presidente von der Leyen ha conferito al vice-presidente Maroš Šefčovič l'incarico di vice-presidente esecutivo per il Green Deal europeo, affidandogli anche ad interim il portafoglio per la politica climatica, in attesa della nomina di un nuovo commissario neerlandese. Il governo dei Paesi Bassi ha proposto come sostituto Wopke Hoekstra, attuale ministro degli affari esteri, la cui candidatura ha suscitato molte critiche dai gruppi di centro-sinistra del Parlamento europeo. Il candidato neerlandese è stato valutato positivamente dalla presidente von der Leyen dopo un colloquio avvenuto il 29 agosto; Ursula von der Leyen ha quindi proposto di affidare a Hoekstra l'incarico di commissario europeo per l'azione per il clima. Le audizioni presso le competenti commissioni del Parlamento europeo si sono svolte il 2 ottobre 2023 per il commissario designato Hoekstra e il giorno seguente per il nuovo incarico del vicepresidente Šefčovič. Dopo aver ricevuto risposte aggiuntive alle domande presentate loro in forma scritta, il 5 ottobre 2023 il Parlamento europeo ha approvato le nuove nomine e gli incarichi affidati, rispettivamente con 279 voti a favore, 173 contrari e 33 astensioni per Hoekstra e con 322 voti favorevoli, 158 contrari e 37 astensioni per Šefčovič. Il 9 ottobre seguente anche il Consiglio ha approvato la nomina del neo-commissario Hoekstra che ha potuto così assumere l'incarico.
A seguito di un ritiro temporaneo della vicepresidente esecutiva Margrethe Vestager, candidata alla presidenza della Banca europea per gli investimenti, la presidente von der Leyen ha provvisoriamente redistribuito i suoi incarichi alla vicepresidente Věra Jourová e al commissario Didier Reynders, mentre ha affidato ad interim il portafoglio per l'innovazione e la ricerca al vicepresidente Margaritīs Schoinas, fino alla nomina del sostituto della commissaria Gabriel.

## Project Team
Ursula von der Leyen ha portato avanti lo schema introdotto per la prima volta nella precedente Commissione Juncker, i Project Team, cioè uno schema per cui i commissari lavorino per gruppi, ciascuno guidato da un vicepresidente e composto dai membri del collegio che abbiano competenza su materie attinenti ad una delle strategie principali che la commissione intende mettere in campo nel corso del suo mandato. L'organizzazione prevede sei gruppi di commissari:

### Team per il Green Deal europeo
Vicepresidente: Frans Timmermans (Green Deal europeo)
Stella Kyriakidou (Salute e sicurezza alimentare)
Adina-Ioana Vălean (Trasporti)
Kadri Simson (Energia)
Virginijus Sinkevičius (Ambiente, oceani e pesca)
Janusz Wojciechowski (Agricoltura)
Elisa Ferreira (Coesione e riforme)

### Team per la Promozione del nostro stile di vita europeo
Vicepresidente: Margaritis Schinas (Promozione del nostro stile di vita europeo)
Marija Gabriel (Innovazione, Ricerca, Cultura, Istruzione e Gioventù)
Helena Dalli (Uguaglianza)
Ylva Johansson (Affari interni)
Stella Kyriakidou (Salute e sicurezza alimentare)
Nicolas Schmit (Lavoro e diritti sociali)

### Team per un'Europa pronta per l'era digitale
Vicepresidente: Margrethe Vestager (Un'Europa pronta per l'era digitale)
Thierry Breton (Mercato interno)
Marija Gabriel (Innovazione, Ricerca, Cultura, Istruzione e Gioventù)
Nicolas Schmit (Lavoro e diritti sociali)
Didier Reynders (Giustizia)

### Team per un'economia al servizio delle persone
Vicepresidente: Valdis Dombrovskis (Un'economia al servizio delle persone)
Phil Hogan (Commercio)
Nicolas Schmit (Lavoro e diritti sociali)
Paolo Gentiloni (Economia)
Elisa Ferreira (Coesione e riforme)

### Team per un nuovo slancio per la democrazia europea
Vicepresidente: Věra Jourová (Valori e trasparenza)
Didier Reynders (Giustizia)
Maroš Šefčovič (Relazioni interistituzionali e prospettive strategiche)
Dubravka Šuica (Democrazia e demografia)
Helena Dalli (Uguaglianza)

### Team per un'Europa più forte nel mondo
Vicepresidente: Josep Borrell (Un'Europa più forte nel mondo)
Olivér Várhelyi (Vicinato e allargamento)
Janez Lenarčič (Gestione delle crisi)
Jutta Urpilainen (Partenariati internazionali)
Phil Hogan (Commercio)

## Allargamento dell'Unione europea
Il 17 giugno 2022 la Commissione ha espresso parere favorevole alla concessione dello status di "candidato ufficiale" a Ucraina,  Moldavia e Georgia.
Ha lavorato per convincere la Bulgaria a rimuovere il veto all'adesione della Macedonia del Nord, poi superato grazie anche alla mediazione di Emmanuel Macron, cosa che il 19 luglio 2022 ha consentito di avviare i negoziati per l'adesione di Macedonia del Nord e Albania. Il 12 ottobre 2022, ha proposto di concedere lo status di candidato alla Bosnia ed Erzegovina, decisione poi presa dal Consiglio europeo il 15 dicembre successivo.